# Симпликевич, Денис Владимирович
Денис Владимирович Симпликевич (родился 11 марта 1991 в Новокузнецке) — российский регбист, вингер команды «Енисей-СТМ» и сборной России. Мастер спорта России международного класса и Заслуженный мастер спорта России.

## Карьера

### Клубная
Карьеру игрока начал в 2011 году, выступая за «Енисей-СТМ» (контракт с клубом подписал 1 февраля). В 2012 и 2016 годах игрок был признан лучшим спортсменом чемпионата России.
В сезоне-2017 установил новый рекорд по количеству попыток в чемпионате, на счету Дениса 22 заноса. Также стал рекордсменом по количеству попыток в одном матче. В игре против «Кубани» Денис занес 7 попыток. По итогам 2017 года признан игроком года в команде. Также признан игроком года в России.

### В сборной
23 августа 2011 был назван состав сборной России на Чемпионат мира 2011, в который попал и Денис. На чемпионате мира он провёл два матча и набрал 10 очков, оформив одну попытку в матче против Ирландии и одну в матче против Австралии. На Кубке мира 2019 года провел один матч против Ирландии.

## Семья
Отец Владимир Симпликевич (1970—2023) — новокузнецкий регбист, мастер спорта СССР, призёр молодёжного чемпионата мира (1990).

## Достижения
Командные
- Чемпион России — 9 раз (2011, 2012, 2014, 2016, 2017, 2018, 2019, 2020/21, 2021/22)
- Обладатель Кубка России — 6 раз (2014, 2016, 2017, 2018, 2020, 2021)
- Обладатель Суперкубка России — 3 раза (2014, 2015, 2017)
- Кубок Николаева — 3 раза (2017, 2021, 2022)
- Обладатель европейского Континентального Щита — 2 раза (2016/17, 2017/18)

Личные
- Лучший бомбардир Чемпионата России (по попыткам) — 2012 (19), 2014 (15), 2017 (22 – рекорд), 2020/21 (10)

## Статистика
Актуально на 08.06.2021. Еврокубки считаются по календарному году.
| №     | Место проведения | Дата             | Соперник   | Счёт    | Позиция | Соревнование                     |
| ----- | ---------------- | ---------------- | ---------- | ------- | ------- | -------------------------------- |
| 1     | Роторуа          | 25 сентября 2011 | Ирландия   | 62 - 12 | 11      | Кубок Мира 2011                  |
| 2     | Нелсон           | 1 октября 2011   | Австралия  | 68 - 22 | 11      | Кубок Мира 2011                  |
| 3     | Лиссабон         | 11 февраля 2012  | Португалия | 32 - 33 | 14      | Кубок европейских наций по регби |
| 4     | Сочи             | 10 марта 2012    | Украина    | 38 - 19 | 14      | Кубок европейских наций по регби |
| 5     | Красноярск       | 2 августа 2014   | Зимбабве   | 23 - 15 | 14      | Квалификация к Кубку Мира 2015   |
| 6-7   | Сочи             | 6 февраля 2016   | Испания    | 22 - 20 | 11      | Кубок европейских наций по регби |
| 8-9   | Лиссабон         | 19 марта 2016    | Португалия | 21 - 53 | 14      | Кубок европейских наций по регби |
| 10    | Гонконг          | 11 ноября 2016   | Зимбабве   | 19 - 15 | 14      | Кубок Наций в Гонконге           |
| 11-12 | Гонконг          | 19 ноября 2016   | Гонконг    | 0 - 27  | 14      | Кубок Наций в Гонконге           |
| 13    | Сочи             | 19 марта 2017    | Германия   | 52 - 25 | 11      | Отбор к Кубку мира 2019          |
| 14    | Монтевидео       | 14 июня 2017     | Уругвай    | 32 - 29 | 14      | Кубок Наций в Уругвае            |
| 15    | Монтевидео       | 19 июня 2017     | Намибия    | 10 - 31 | 14      | Кубок Наций в Уругвае            |